# Dulichius inflatus
Dulichius inflatus (лат.) — вид мирмекофильных клопов из семейства Алидиды (Alydidae). Живут в гнёздах муравьёв Polyrhachis lacteipennis, с которыми сходны морфологически.

## Распространение
Южная Азия: Индия и Шри-Ланка.

## Описание

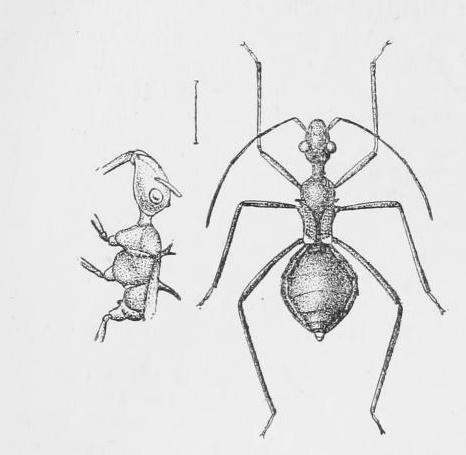
Рисунок из книги 1902 года

Клоп чёрного цвета с тонкими волосками на поверхности. Надкрылья короткие, не выходят за основание брюшка. Переднеспинка имеет шипы, отходящие от основания надкрыльев и на кончике щитка. Лапки более светлые, а последний сустав на средних и задних ногах более тёмный. Брюшко имеет поверхность, напоминающую бархат.

## Таксономия
Вид был впервые описан английским энтомологом Уильямом Форселлом Кёрби в составе рода Formicoris в Зоологическом журнале Линнеевского общества в 1891 году. Кирби считал, что этот вид принадлежит к семейству Reduviidae.
Британский натуралист и офицер индийской лесной службы Роберт Рутон отметил, что они часто обнаруживались под камнями вместе с колониями муравьёв Polyrhachis spiniger (синоним P. lacteipennis) и что структура шипиков у разных экземпляров сильно различалась. Второе описание под именем Dulichius wroughtoni было опубликовано финским энтомологом Эрнстом Эвальдом Бергротом, но впоследствии он обнаружил, что оно уже было описано ранее Кёрби в составе другого рода. Затем Бергрот указал, что Кирби неправильно поместил его в указанное семейство, и отметил, что это явно был член уже описанного рода Dulichius из тогда подсемейства Alydinae внутри Coreidae.